# Aleksandrowo (gmina Awiżenie)
Aleksandrowo (lit. Aleksandravas) − wieś na Litwie, w rejonie wileńskim, 8 km na północny zachód od Awiżenii, zamieszkana przez 8 ludzi. Przed II wojną światową w Polsce, w powiecie wileńsko-trockim województwa wileńskiego.